# 恵那文楽
恵那文楽（えなぶんらく）とは、岐阜県中津川市川上（かおれ）に伝わる人形浄瑠璃。
元々は『川上のあやつり』とか『人形浄瑠璃』と呼ばれていたが、昭和61年（1986年）に岐阜県重要無形民俗文化財に指定された際に恵那文楽と名付けられた。川上集落にある恵那神社では祭礼時に奉納されており、昭和10年代より9月29日に、神社境内にある舞台で「三番叟」が上演されている。

## 文楽人形
恵那文楽の人形頭23個は、昭和33年（1958年）岐阜県指定重要有形民俗文化財となり、特に婆・お福・丁稚の3体は、古拙な深い味わいのある逸品である。元来、この大坂系の頭は、阿波系ほどに塗りが克明でないので、顔面に陰影があり、舞台での動きにつれて生気が生まれてくる。ここにある頭、その大坂系のかなり古い時代のもので、古典的逸品である。

## 歴史
- 元禄年間（1688年〜1704年）淡路島の傀儡師が美濃国へ巡業に来た折、この地の人に伝授したのが始まりと伝えられているが確証は無い。文献に書かれた記録に乏しく、寛政5年の「宮地日記」に「川上ニ操有之」と書かれているのが、史的資料に出てくる最初である。
- その後の経過については、三宅武夫の「川上文楽頭考」には、宝暦年間(1751年〜1764年)川上地区の名主市岡銀蔵により基礎を樹立、ついで天明年間(1781年〜1789年)中村伝十郎が人形の操り方を伝授し、原又四郎の弟権三が「三番」の頭を入手、さらに寛政年間(1789年〜1801年)安藤勝蔵が操りの技法を修得して、同志の指導に当たったと記してある。さらに、大井金蔵が尾太夫について修業し、原秋蔵が大坂から太夫を招いて三味線を修得するなど、中山道中津川宿の「操り人形」として近郊にもてはやされた。
- 幕末に黄金期を迎えた恵那文楽は、明治に入り歌舞伎芝居がもてはやされ影が薄くなった。しかし、明治35年(1902年)、小木曽滝蔵・今井源二郎・佐藤友二郎らが、大坂文楽の名人を招いてその技を伝授されて命脈を保ち、大正の頃には青年団の関心が高まった。昭和となり、中川とも・義太夫の鈴木迂一・三味線の芸者のかよの3人により、大いに盛んとなった。
- 江戸末期から明治初期にかけては、人形遣いはむろん太夫、三味線弾きも地元にいて、多くの芸題を上演するほどの隆盛をきわめたが、明治後期から大正初期にかけて一時衰退した。その後、古老の指導と好事家の支援により、衣裳なども新調、修復して大正10年復興した。
- 昭和33年に「首」23点が岐阜県重要有形民俗文化財に指定されたのを機に、「川上人形浄瑠璃研究会」から「恵那文楽保存会」に改名した。「寿式三番叟」の他、多くの芸題物を上演していたが、人員の減少から、昭和50年頃には「三番叟」しか上演出来なくなった。その後、人員の増大をはかり、過去の芸題を復活する努力を重ね、現在では10芸題が上演出来るまでになっている。

## 主な作品
- 寿式三番叟
- 奥州安達原三段目
- 生写朝顔話宿屋より川場まで
- 絵本太功記尼崎の段
- 日吉丸稚桜五郎助住家の段
- 傾城阿波鳴門十郎兵衛住家の段
- 鎌倉三代記絹川村閑居の段
- 関取千両幟猪名川内から角力場まで
- 本朝廿四孝十種香の段

### その他岐阜県の人形浄瑠璃
半原人形浄瑠璃
岐阜県瑞浪市。県指定無形文化財。
真桑人形浄瑠璃
岐阜県本巣市。物部神社で奉納上演される。保護団体名：真桑文楽保存会。演目は「蓮如上人一代記」など。上演会場の「真桑の人形舞台」は重要有形民俗文化財である。